# Законник (фільм)
Законник (англ. Restraining Order) — трилер 1999 року.

## Сюжет
Процвітаючий адвокат Роберт Вудфілд славиться тим, що не знає поразок в залі суду. Одного разу він стає єдиним свідком вбивства, яке скоїв одним з його колишніх клієнтів. Тепер йому належить зробити нелегкий вибір: віддати закону вбивцю, очистити совість, але позбутися вигідної адвокатської практики або забути про все і продовжувати відстоювати інтереси негідників. Роберт розуміє, що будь-яке рішення назавжди змінить його долю, але ще не здогадується про те, що тепер від нього залежить життя тих, кого він любить.

## У ролях
| Актор           | Роль            |
| --------------- | --------------- |
| Ерік Робертс    | Роберт Вудфілд  |
| Ганнес Дженіке  | Мартін Ріттер   |
| Тетяна Патіц    | Лей Вудфілд     |
| Дін Стоквелл    | Чарлі Мейсон    |
| Френк Луз       | Крейг Діксон    |
| Ріф Гаттон      | Сідні Еванс     |
| Наталія Ногуліч | суддя Гаргрівз  |
| Джим Антоніо    | прокурор Далтон |
| Кевін Добсон    | капітан поліції |
| Кенні Бланк     | Едді Раш        |
| Сандра Спріггс  | Шері Еванс      |